# Otjiwarongo
Otjiwarongo (in herero significa luogo piacevole o luogo dove pascolano vacche grasse) è una cittadina della Namibia settentrionale, capitale della regione di Otjozondjupa; si trova nei pressi del Waterberg Plateau. L'economia della città è basata sull'agricoltura e l'allevamento. La città rappresenta anche un importante nodo per la rete dei trasporti in Namibia: è un crocevia stradale fra Windhoek, Outjo, il Parco nazionale d'Etosha e il cosiddetto "triangolo d'oro" costituito da Otavi, Tsumeb e Grootfontein.
A Otjiwarongo ha sede il Cheetah Conservation Fund (CCF), un'organizzazione internazionalmente riconosciuta che si dedica alla preservazione dei ghepardi, e nei pressi della città si trova anche Okonjima, sede dell'Africat Foundation.

## Storia

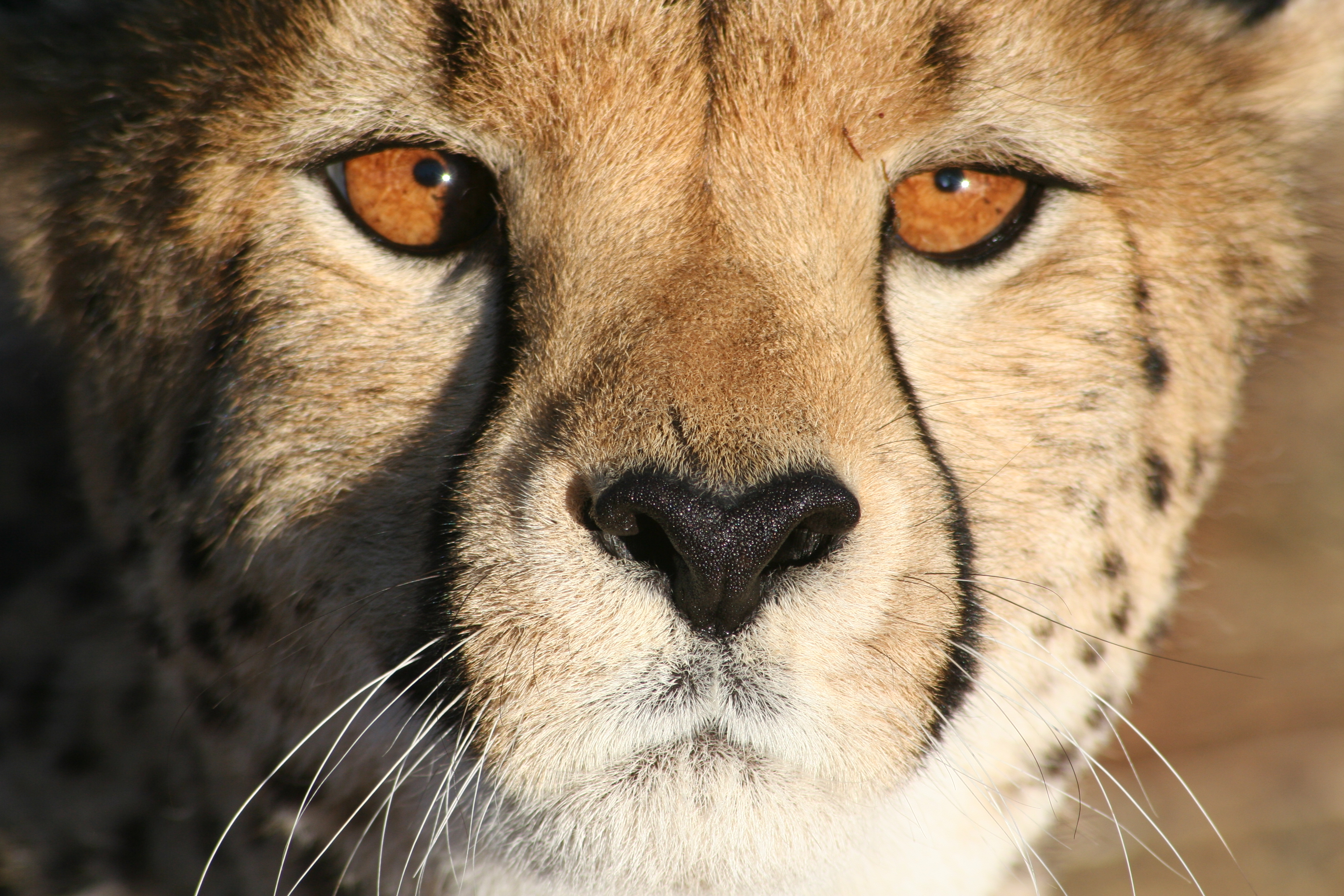
Un ghepardo del CCF

Il primo insediamento da cui si è sviluppata Otjiwarongo fu una missione, fondata nel 1891 dai tedeschi col benestare del capo herero locale. L'interesse dei tedeschi per questo luogo aumentò quando venne realizzata la prima ferrovia a scartamento ridotto usata per portare i carichi d'oro dal triangolo d'oro verso il porto di Swakopmund. Di conseguenza, nel 1904 alla missione si aggiunse una guarnigione militare tedesca, e due anni dopo fu ufficialmente fondata la città.

## Economia

### Turismo
Otjiwarongo è una meta turistica di media importanza nella Namibia settentrionale; molti turisti pernottano qui per visitare il Waterberg Plateau, o per visitare le attrazioni locali. Fra quest si può citare il Crocodile Ranch, uno dei pochi allevamenti di coccodrilli del Nilo riconosciuto dal CITES. Un'altra visita spesso viene dedicata alla Locomotiva n. 41, un'antica locomotiva di produzione tedesca (ditta Henschel) che veniva usata per trasportare l'oro; fu dismessa nel 1960, quando venne modificato lo scartamento dei binari. Anche il Cheetah Conservation Fund di Okonjima può essere visitato a pagamento.